# كارل ماريا كيرتبيني

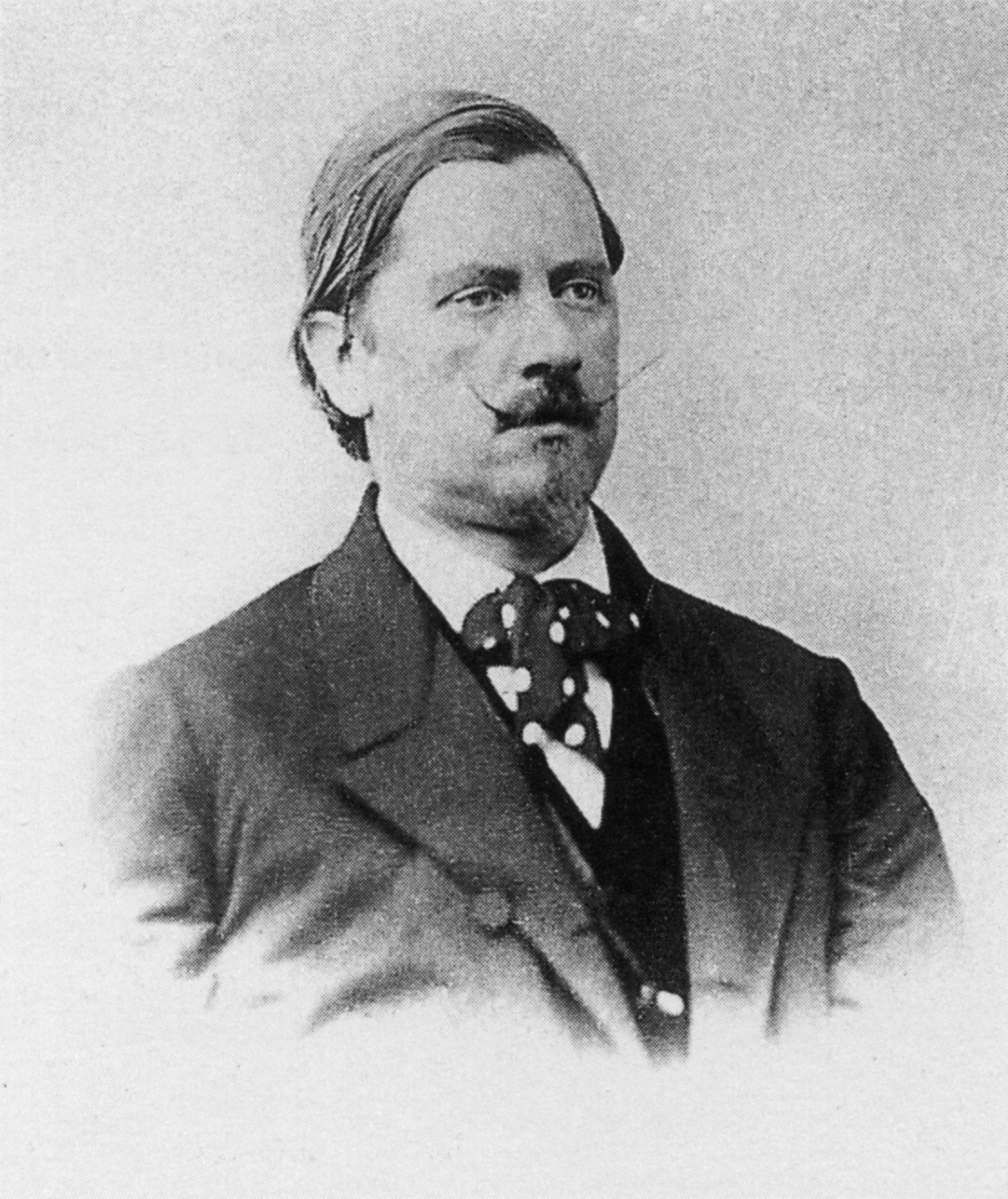
كارل ماريا كيرتبيني (حوالي عام 1865)

كارل ماريا كيرتبيني (ولد باسم كارل ماريا بنكيرت) ‏(مواليد فيينا 28 فبراير 1824 - توفي في بودابست 23 يناير 1882) هو صحفي وكاتب مذكرات ومنادي بحقوق الإنسان نمساوي-مجري. اشتهر بنحته لكلمتي «مغاير الجنس» و«مثلي الجنس».
انتقلت عائلته إلى بودابست عندما كان طفلاً. وصفه الكاتب والمؤرخ الأدبي المجري لاغوس هاتفاني بأنه «أحد أفضل كتاب المذكرات المجريين الذين تم نسيانهم بشكلٍ غير مستحق». ترجم كيرتبيني أعمالاً أدبية لشعراء وكتاب مجريين إلى اللغة الألمانية.

## وصلات خارجية
- Kertbeny and homosexuality
- Alphabetische Namenliste ungarischer Emigration, 1848–1864; mit Einschluss der ausserhalb Ungarn Internirten. Sammt vorläufigen biographischen Andeutungen in Abreviaturen redigirt von K.M. Kertbeny